# Evropská liga v malém fotbale
Evropská liga v malém fotbale se koná se od roku 2019 a pořádá ho Evropská federace malého fotbalu (EMF). Na posledním turnaji v Bulharsku v září 2024 zvítězila Dadi Gradnja Podgorica z Černé Hory.

## Turnaje
| Rok  | Hostitel                     | Finále                 | Finále               | Finále                    | Zápas o                     | Zápas o | Zápas o               |
| Rok  | Hostitel                     | Vítěz                  | Skóre                | Poražený finalista        | Třetí místo                 | Skóre   | Čtvrté místo          |
| ---- | ---------------------------- | ---------------------- | -------------------- | ------------------------- | --------------------------- | ------- | --------------------- |
| 2019 | Itálie (Lignano Sabbiadoro)  | Danco Pro București    | 3 – 3 (14 – 13) pen. | Golden Boys Bacău         | Tom Cat                     | 3 – 1   | On Gal                |
| 2022 | Maďarsko (Hajdúszoboszló)    | Nova Vita Târgu Mureș  | 3 – 1                | Energy Friends Sighișoara | FC Boromir                  | 5 – 1   | Royal Flush Brno      |
| 2023 | Bulharsko (Sluneční pobřeží) | Borussia Sibiu         | 1 – 0                | Reggio Liriada Brasov     | Nova Vita Târgu Mureș       | 4 – 3   | Zangezur              |
| 2024 | Bulharsko (Sluneční pobřeží) | Dadi Gradnja Podgorica | 1 – 1 (3 – 2) pen.   | Borussia Sibiu            | Gladiatorzy Eternis Varšava | 3 – 1   | Pljevlja 04 Podgorica |
| 2025 | Bulharsko (Sofie)            |                        |                      |                           |                             |         |                       |

## Medailový stav klubů podle do roku 2024 (včetně)
| Pořadí | Země                        | Zlato | Stříbro | Bronz | Celkem |
| 1.     | Borussia Sibiu              | 1     | 1       | 0     | 2      |
| 2.     | Nova Vita Târgu Mureș       | 1     | 0       | 1     | 2      |
| 3.     | Danco Pro București         | 1     | 0       | 0     | 1      |
| 3.     | Dadi Gradnja Podgorica      | 1     | 0       | 0     | 1      |
| 4.     | Golden Boys Bacău           | 0     | 1       | 0     | 1      |
| 4.     | Energy Friends Sighișoara   | 0     | 1       | 0     | 1      |
| 4.     | Reggio Liriada Brasov       | 0     | 1       | 0     | 1      |
| 5.     | Tom Cat                     | 0     | 0       | 1     | 1      |
| 5.     | FC Boromir                  | 0     | 0       | 1     | 1      |
| 5.     | Gladiatorzy Eternis Varšava | 0     | 0       | 1     | 1      |